# 聖梅爾主教座堂

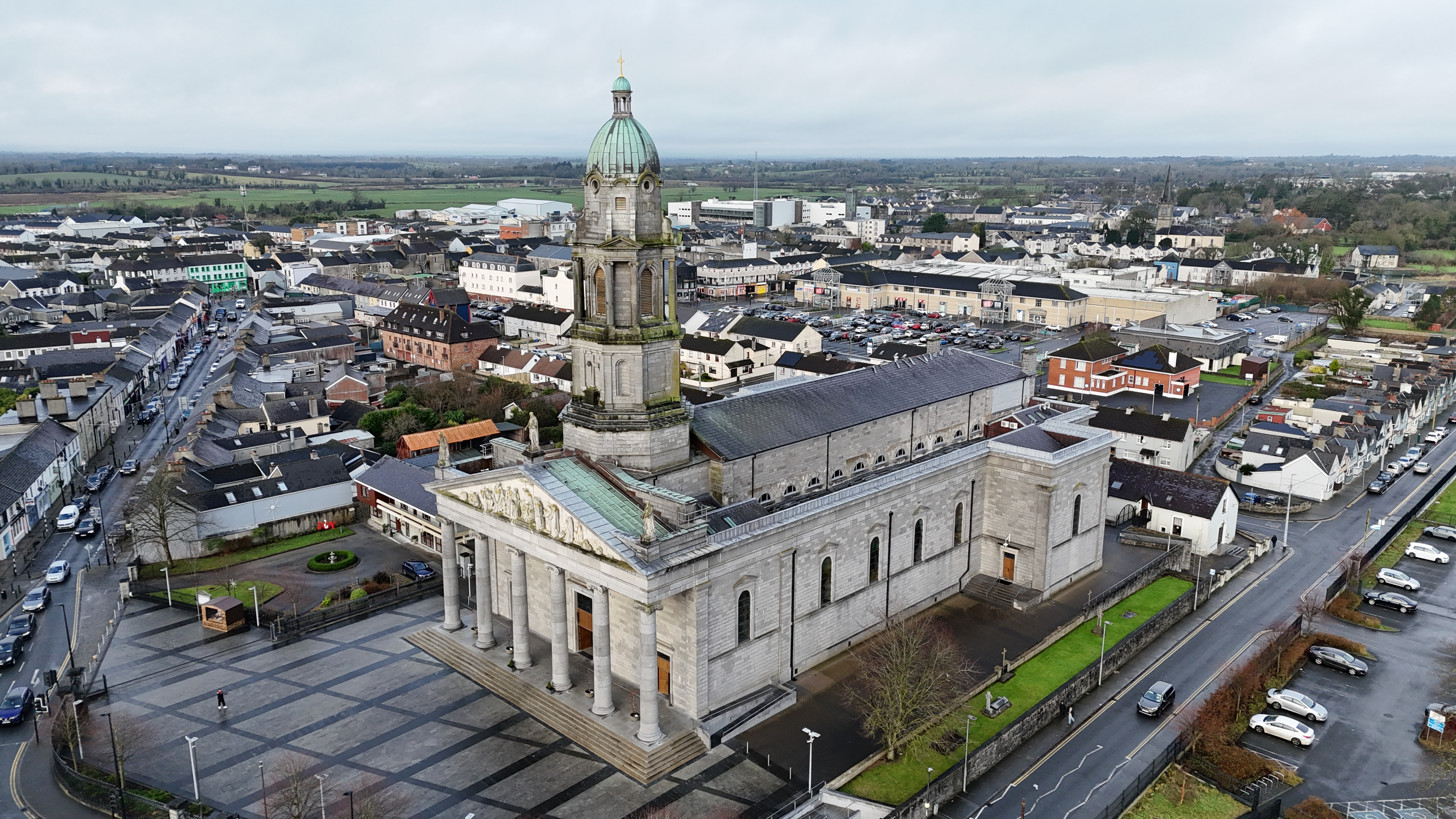

聖梅爾主教座堂（英語：St Mel's cathedral）是位於愛爾蘭共和國城市朗福德的一座羅馬天主教的主教座堂，是天主教阿達暨克朗麥克諾伊斯教區的主教座堂。教堂修建於1840年至1856年期間，是愛爾蘭中部地區最大的教堂之一，也是朗福德的地標建築，被譽為愛爾蘭最美麗的羅馬天主教堂之一。

## 外部連結
- Information on St Mel's Cathedral, Friends of St Mel's Cathedral and Longford Parish （页面存档备份，存于）
- An image gallery of the cathedral before the fire （页面存档备份，存于）
- A presentation on the recreation of the roof of St Mel's Cathedral.

53°43′38″N 7°47′46″W / 53.72722°N 7.79611°W